# Ximeno Dahe
Ximeno Dahe (Aragona, 1370/1380 – Calatayud, 1431) è stato uno pseudocardinale spagnolo, creato dall'antipapa Benedetto XIII.

## Biografia
Nacque in Aragona tra il 1370 ed il 1380.
L'antipapa Benedetto XIII lo elevò al rango di (pseudo) cardinale nel concistoro del 22 maggio 1423. Il 23 agosto 1429, lasciando l'obbedienza avignonese, chiese perdono e giurò obbedienza a papa Martino V, rinunciando alla dignità cardinalizia.
Morì nel 1431 a Calatayud.